# تیپ یکم تفنگداران دریایی ایران

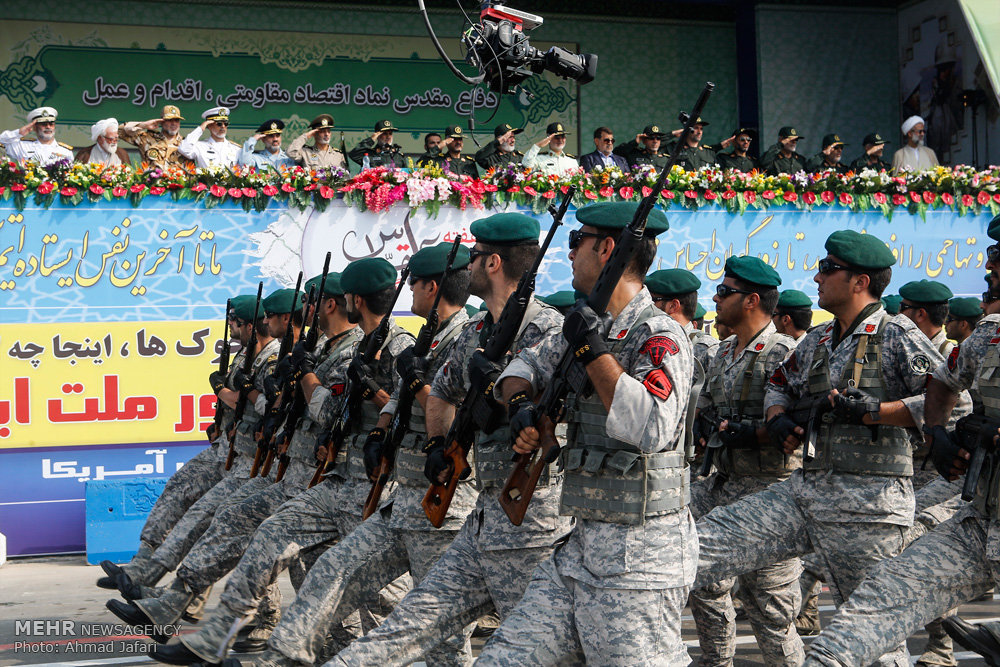
رژه تیپ عملیات ویژه دریایی ارتش به‌مناسبت سالگرد جنگ ایران و عراق در سال ۱۳۹۵، بندرعباس

تیپ یکم تفنگداران دریایی ایران یا تیپ یکم تفنگداران دریایی امام حسین، تیپ تفنگداران دریایی نیروی دریایی جمهوری اسلامی ایران مستقر در بندر عباس، در استان هرمزگان می‌باشد. این واحد بعنوان یکی از قدرتمندترین واحدهای تکاوری در نیروهای مسلح ایران محسوب می‌شود. مرکز عملیاتی این تیپ در آبهای خلیج فارس مستقر است و قادر به عملیات تا شعاع عملیاتی ۳ هزار کیلومتر، از مقر اصلی می‌باشد.

## نگارخانه

- عکس گروهی، مربوط به تکاوران تیپ یکم تفنگداران دریایی، در خلال جنگ ایران و عراق